# كونتية بورين
كونتية بورين في المقاطعة الحديثة خيلدرلند، هولندا، كانت كونتية مستقلة حتى تأسيس الجمهورية الباتافية عام 1795. رغم أنها رسمياً لم تكن جزءاً من جمهورية هولندا، لكنها عملياً كانت تحكم من قبلها.